# Бересфорд, Джон, 8-й маркиз Уотерфорд
Джон Хьюберт де ла Поэр Бересфорд, 8-й маркиз Уотерфорд (англ. John Hubert de la Poer Beresford, 8th Marquess of Waterford; 14 июля 1933 — 11 февраля 2015) — англо-ирландский аристократ. Он унаследовал титул маркиза в 1934 году. Он получил образование в Итоне, а позже служил лейтенантом в дополнительном резерве Королевской конной гвардии.

## Биография
Родился 14 июля 1933 года. Старший сын Джона Бересфорда, 7-го маркиза Уотерфорда (1901—1934), и Джульетт Мэри Линдсей (1904—1987), дочери майора Дэвида Балкарреса Линдсея.
Будучи высококвалифицированным наездником, лорд Уотерфорд, еще учась в Итоне, по очкам одержал первую из своих многочисленных побед, и впоследствии стал самым молодым членом Ирландского дернового клуба. С 1960 по 1985 год он был капитаном Всеирландского поло-клуба и его игроком с наивысшим гандикапом. В течение 12 лет (1960—1972) он был членом команды Виндзорского парка герцога Эдинбургского как на среднем, так и на высоком уровне, которая дважды выигрывала открытый чемпионат Великобритании за Золотой кубок Каудрей-Парка, а в другой раз — Кубок Уорикшира за высокие цели.
Уволившись из армии, лорд Уотерфорд вернулся в Каррагмор и стал директором ряда предприятий, обеспечивающих местную занятость, в том числе компании Munster Chipboard company, Waterford Properties (гостиничная группа), а затем Kenmare Resources, ирландской компании по разведке нефти и газа. Он был покровителем-основателем Международного фестиваля легкой оперы в Уотерфорде.
Он умер 11 февраля 2015 года в возрасте 81 года, и ему наследовал его старший сын Генри Бересфорд (род. 1958).

## Семья
В 1957 году он женился на леди Каролине Олейн Джеральдин Уиндем-Куин (род. 14 сентября 1934), дочери 6-го графа Данрейвена и Маунт-Эрла (1887—1965), и Нэнси Уилл. У пары было трое сыновей и дочь:
- Генри Николас де ла Поэр Бересфорд, 9-й маркиз Уотерфорд (род. 23 марта 1958 года), старший сын и преемник отца
- Лорд Чарльз Ричард де ла Поэр Бересфорд (род. 18 января 1960 года), в 1984 году женился на Мэри Терезе Филлипс, от брака с которой у него было трое детей
- Лорд Джеймс Патрик де ла Поэр Бересфорд (род. 10 декабря 1965 года), с 1989 года женат на Аврил Мерфи.
- Леди Элис Роуз де ла Поэр Бересфорд (род. 31 июля 1970 года).

Его семейными местами были Каррагмор, Портло, графство Уотерфорд, и Гленбридж Лодж, Валлимаунт, графство Уиклоу.